# لاري كارتر
لاري كارتر (بالإنجليزية: Larry Carter) هو لاعب كرة قاعدة أمريكي، ولد في 22 مايو 1965 في تشارلستون في الولايات المتحدة.

## وصلات خارجية
- لاري كارتر على موقعبيزبول رفرنس.كوم (الدوري الرئيسي) (الإنجليزية)
- لاري كارتر على موقعبيزبول رفرنس.كوم (الدوري الثانوي) (الإنجليزية)
- لاري كارتر على موقع إن إن دي بي (الإنجليزية)